# Beohari
Beohari is een nagar panchayat (plaats) in het district Shahdol van de Indiase staat Madhya Pradesh. 

## Demografie
Volgens de Indiase volkstelling van 2001 wonen er 20.013 mensen in Beohari, waarvan 53% mannelijk en 47% vrouwelijk is. De plaats heeft een alfabetiseringsgraad van 64%. 